# Saint-Laurent-de-Jourdes
Saint-Laurent-de-Jourdes är en kommun i departementet Vienne i regionen Nouvelle-Aquitaine i västra Frankrike. Kommunen ligger i kantonen Lussac-les-Châteaux som tillhör arrondissementet Montmorillon. År 2022 hade Saint-Laurent-de-Jourdes 196 invånare.

## Befolkningsutveckling
Antalet invånare i kommunen Saint-Laurent-de-Jourdes
| Referens: INSEE |